# Ока (притока Ангари)
Ока, (бур. Аха гол) — річка в Азії, у південно-західній частині Східного Сибіру, протікає територією Бурятії та Іркутської області Росії. Ліва притока Ангари. Належить до водного басейну річки Єнісей → Карського моря.

## Географія
Витік річки Оки починається з невеликого озера Окинське, на Окинському плато у Східних Саянах, за 23 км північ від найвищої гори Східних Саян Мунку-Сардык (3491 м), на висоті близько 1944 м над рівнем моря. Тече територією Бурятії та Іркутської області, спочатку в міжгірській улоговині, потім у вузькій долині, перетинає Саянський хребет, утворюючи пороги третьої та четвертої категорії складності. Нижня течія розташована на Іркутсько-Черемхівській рівнині. Впадає у Братське водосховище Ангари, підпір від якого поширюється більш ніж на 300 км від природного русла річки.
Спочатку річка, в основному тече на північ — північний захід, в районі улусу Хара-Хужир — повертає на північний схід, та у звивистому руслі впадає в затоку Ока, яка через кілька десятків кілометрів вливається в Братське водосховище (55°31′48″ пн. ш. 102°20′43″ сх. д. / 55.53000° пн. ш. 102.34528° сх. д.), навпроти закинутого поселення Омський, на висоті в 401,7 м над рівнем моря, за іншими даними поблизу села Большеокинського (55°43′39.34″ пн. ш. 101°49′24.68″ сх. д. / 55.7275944° пн. ш. 101.8235222° сх. д.). У нижній течії ширина русла річки доходить до 200—230 метрів, при глибині до 5,0 метри і швидкості потоку — до 1,4 м/с. Ширина затоки Ока, вище поселення Омського доходить до 5-ти кілометрів, а між Омським і селом Большеокинським — до 17 км.
Довжина річки — 630 км. Від витоку річки Оки до природного русла Ангари, довжина річки становила б понад 900 км. Площа басейну — 34000 км². Повне падіння рівня русла річки, від витоку до гирла, становить 1542 м, що відповідає середньому похилу русла — 2,45 м/км.
Сплав по Оці і її притоках — популярний маршрут у туристів-водників. Судноплавна у пониззі.

## Гідрологія
Живлення річки змішане: снігове, дощове та підземне, з перевагою дощового. Замерзає в кінці жовтня — початку листопада, розкривається в кінці квітня — початку травня. Повінь влітку з високими дощовими паводками.
Середньорічна витрата води за період спостереження протягом неповних 29 років (1962–1990) на станції в селі Усть-Када, за 36 км від гирла, становила 270 м³/с для водного басейну 33400 км², що відповідає 98 % від загальної площі басейну річки, яка становить 34000 км². Величина прямого стоку в цілому по цій частині басейну становила — 255,18 міліметри на рік, яка є доволі великим значенням.
За період спостереження встановлено, що мінімальний середньомісячний стік становив 32,65 м³/с (у березні), що відповідає 4,7 % максимального середньомісячного стоку, який відбувається у липні місяці та становить майже — 700,3 м³/с і вказує на доволі велику амплітуду сезонних коливань.
За період спостереження, абсолютний мінімальний місячний стік (абсолютний мінімум) становив 19,1 м³/с (у межень лютого 1976 року), а абсолютний максимальний місячний стік (абсолютний максимум) — 1340 м³/с (в період повені липня 1984 року).

## Притоки
Сама річка Ока приймає понад шість десятків приток, довжиною понад 10 км, ще понад півтора десятка впадає в затоку Ока. Найбільших із них, довжиною понад 50 км — 18, з них понад 100 км — 8 (від витоку до гирла):
| Назва притоки          | Довжина,(км) | Площа водозбірного басейну, (км²) | Відстань від гирла р. Оки, (км) | Витрата води,(м³/с) |
| ---------------------- | ------------ | --------------------------------- | ------------------------------- | ------------------- |
| → Хоре                 | 55           |                                   | 597                             |                     |
| → Боксон (Урдо-Боксон) | 50           |                                   | 587                             |                     |
| ← Сорок                | 58           |                                   | 557                             |                     |
| → Диби (Дви)           | 100          | 1510                              | 519                             |                     |
| → Тисса                | 117          | 3020                              | 501                             |                     |
| → Сенца                | 65           |                                   | 485                             |                     |
| → Жом-Болок            | 50           |                                   | 466                             |                     |
| → Хойто-Ока            | 108          | 2430                              | 372                             |                     |
| ← Урда-Ока             | 67           |                                   | 371                             |                     |
| ← Тагна (Хор-Тагна)    | 158          | 2550                              | 178                             |                     |
| → Зима                 | 207          | 4460                              | 139                             |                     |
| → Кимильтей            | 141          | 3220                              | 92                              |                     |
| → Ія                   | 484          | 18100                             | 76                              | 150,17 (119 км)     |
| ← Буря                 | 77           | 813                               | 69                              |                     |
| → Алка                 | 93           | 989                               | 62                              |                     |
| Затока Ока             |              |                                   |                                 |                     |
| → Чама                 | 58           |                                   |                                 |                     |
| ← Уда (Пряма Уда)      | 55           | 692                               |                                 |                     |
| ← Оса                  | 113          | 1820                              |                                 |                     |

## Населенні пункти
Басейн і береги річки малонаселені, з густотою заселення від 0,2 осіб/км² у верхів'ї, до 3,6 осіб/км² в середній течії і 1,7 осіб/км² у пониззі. На берегах розташовано до чотирьох десятків населених пунктів, найбільші з яких — село Орлик (2555 осіб, 2010), місто Зима (31 283 особи, 2016), місто Саянськ (38 957 осіб, 2016), села Уян (1097 осіб, 2012) та Барлук (1104 особи, 2012), частина з яких нежилі, споруди зимників та мисливські будиночки (від витоку до гирла): селища Усть-Хоре (нежиле), Усть-Боксон, улуси Сорок, Хурга, село Орлик, улус Хара-Хужир, села Саяни, Хужир, улус Алаг-Шулун, населені пункти Правий Сарам (нежиле), Лівий Сарам, Бахвалово (нежиле), Верхньоокинський, Окинські Сачки (нежиле), села Масляногорськ, Новолітники, Тагна, Покровка, місто Зима, нп Ока-2, села Ухтуй, Нори, Мордино, Підгорна, місто Саянськ, села Перевоз, Баргадай, Уян, Красний Яр, Усть-Када, Нова Када, Барлук, селища Окинський, село Заваль, селище Панагино, Наратай, Туковський (нежиле), Октябрськ, Тинкоб.

## Острови
Русло Оки, особливо у пониззі, всіяне великою кількістю островів, найбільші із них (від витоку до гирла): Кулгунай (2,3 км²), Шехолай (7,5 км²), Коний (1,8 км²), Черемховий Куст (2,7 км²), Брюшина (3 км²), Калачов (0,8 км²), Отай (6,5 км²), Прорва (1,7 км²), Вел. Бударейський (0,9 км²), Толстяк (1,1 км²), Домашній (0,51 км²), Листвяничний (0,65 км²), Каштак (0,5 км²), Абрамик (0,46 км²), Солдатик (0,2 км²), о-ви Листвяничні (0,5 км²), о-ви Матюшкин та Парфенов (0,2+0,1 км²), Таловик (0,55 км²).